# 驯鹿座

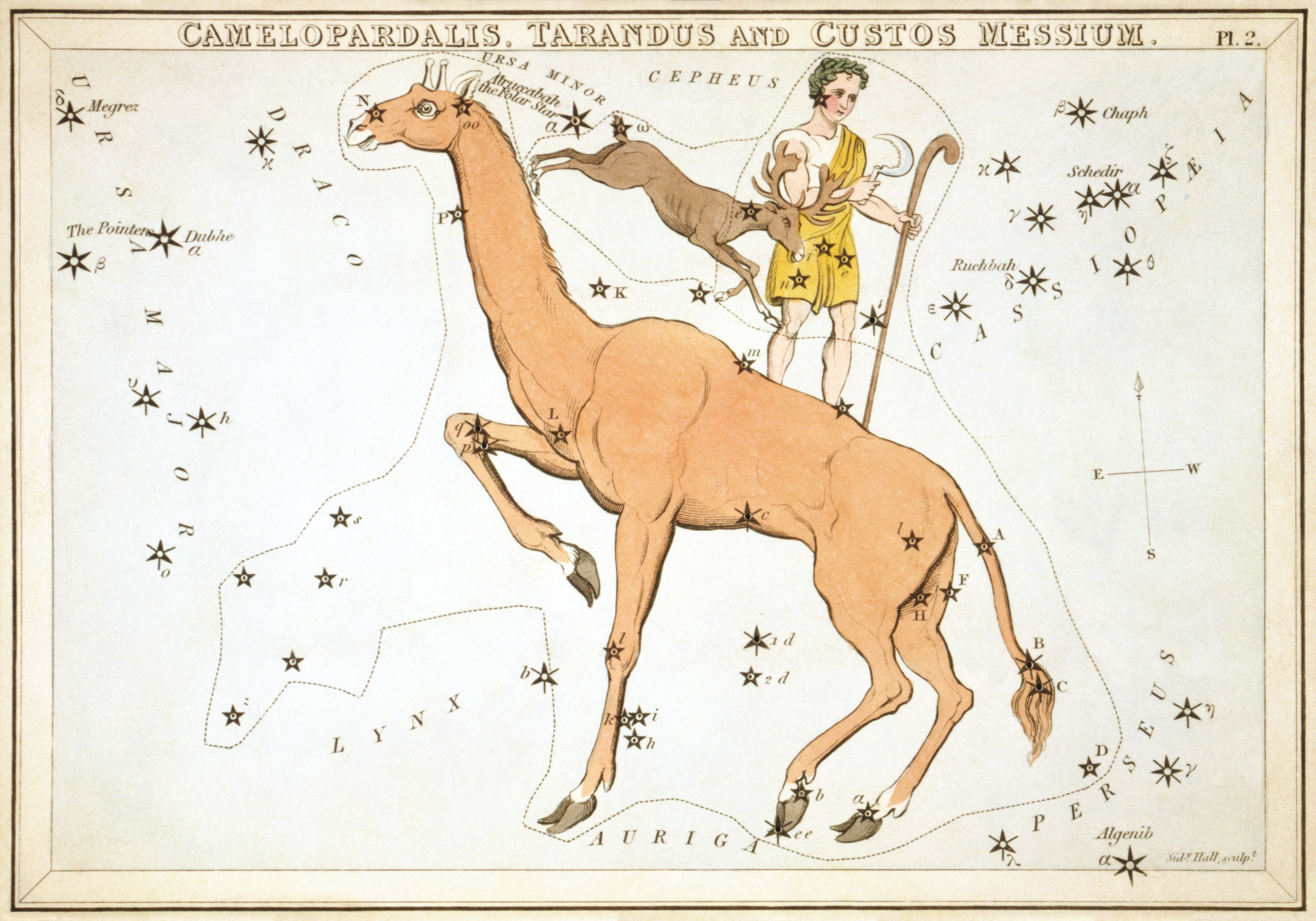
鹿豹座上方描繪了彗星獵人座和馴鹿座

驯鹿座（拉丁语：Tigris或Tarandus）是一个已经被废除的星座。它是由法国天文学家皮埃尔·夏尔·勒莫尼耶在1736年创建，位于现在的仙后座和鹿豹座，但现在已经不再使用。